# Kabongo (territoire)
Pour les articles homonymes, voir Kabongo (homonymie).
Le territoire de Kabongo est une entité déconcentrée de la province du Haut-Lomami en république démocratique du Congo. 

## Géographie
Il s'étend sur le centre de la province.

## Histoire
Il s'est signalé lors des élections présidentielles du 28 novembre 2011, la commission nationale indépendante (CENI) ayant publié des résultats provisoires aberrants pour le candidat no 3, Joseph Kabila. En effet, pour  227 858 votants, la CENI a octroyé près de 100 % des voix au candidat Joseph Kabila, le président sortant,.

## Commune
Le territoire compte une commune rurale de moins de 80 000 électeurs.
- Kabongo, (7 conseillers municipaux)

## Chefferies et secteur
Le territoire est constitué de deux chefferies et d'un secteur :
- Chefferie Kabongo,
- Chefferie Kayamba,
- Secteur Nord-Baluba

## Population et langues
La langue majoritaire est le Kiluba.